# Шахтний парашут
Ша́хтний парашу́т (рос. шахтный парашют, англ. catch gear; нім. Fangvorrichtung f) — пристрій, що автоматично затримує (вловлює) і плавно зупиняє шахтну кліть при обриві або зменшенні натягу підйомного каната.
Парашут шахтний індивідуальний — пристрій для індивідуального страхування гірника при пересуванні і виконанні різноманітних робіт у стволі. При зриві людини маса падаючого тіла діє на важіль і приводить у дію механізм парашута. При цьому спрацьовує два його захвати — верхній і нижній. У верхньому захваті сила затиснення каната залежить від характеристик пружини, а у нижньому вона прямо пропорційна масі падаючого тіла. Парашут забезпечує зупинку людини, що зірвалася у ствол, на відстані 25-40 см.